# Showgirl Homecoming Live
Showgirl Homecoming Live è l'album registrato dal vivo della cantante australiana Kylie Minogue. L'album è stato registrato durante la seconda serata del concerto The Showgirl Homecoming Tour a Sydney, Australia ed è stato pubblicato dalla Parlophone l'8 gennaio 2007 in Europa. L'album ha raggiunto la posizione numero 7 nella classifica inglese ed ha ottenuto il Disco di platino, ma non ha ottenuto molto successo all'estero dovuto alla mancanza di singoli e promozione radio.

## Descrizione
Molti critici hanno ribattezzato questo album come il vero ritorno sulle scene della cantante, quasi dimenticando l'uscita prossima dell'album X.  La critica ha attribuito impossibile contenere i contorni primari del tour, come le luci, le scenografie e gli sfarzosi abiti in un cd audio, ma nonostante ciò è un album perfettamente riuscito che vanta anche la collaborazione di Bono degli U2 in Kids, originariamente cantata con Robbie Williams ed un tributo alla cantante Madonna con una cover di Vogue.

## Tracce

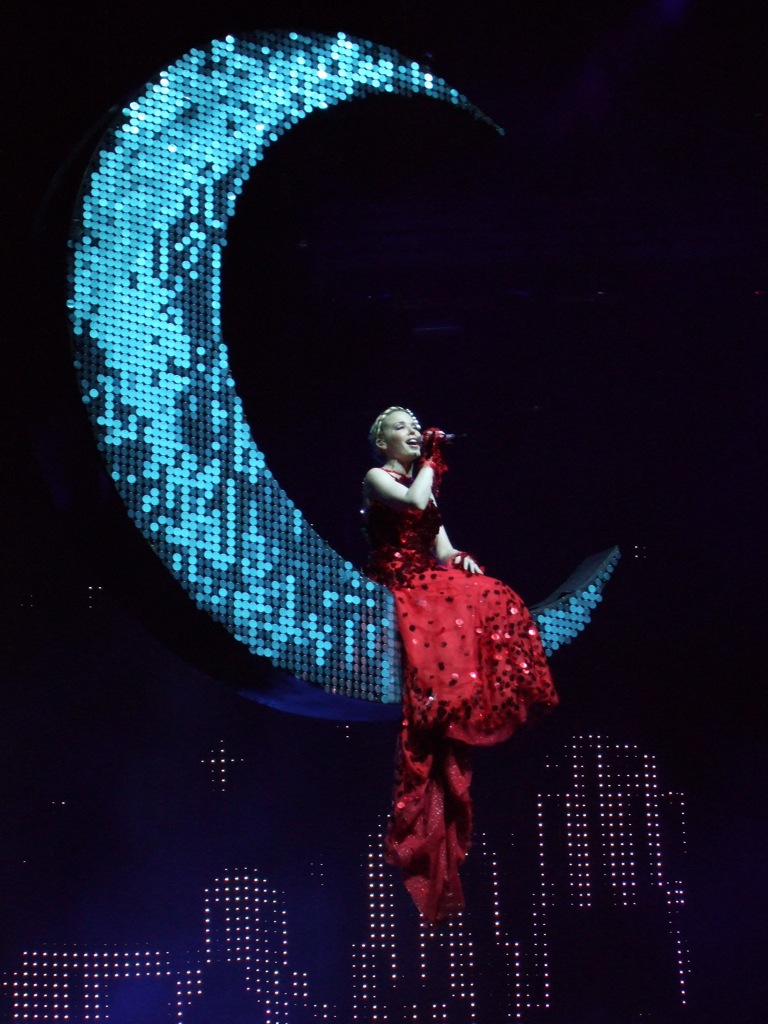
Kylie Minogue si esibisce a Sydney.

Disco 1
1. Overture - The Showgirl Theme – 2:44
2. Better the Devil You Know – 3:46 (Stock, Aitken & Waterman)
3. In Your Eyes – 3:06 (Kylie Minogue, Richard Stannard, Julian Gallagher, Ash Howes)
4. White Diamond – 3:33 (Ash Howes, Kylie Minogue, Julian Gallagher, Richard Stannard)
5. On a Night like This – 4:30 (Steve Torch, Graham Stack, Mark Taylor, Brian Rawling)
6. Shocked / What Do I Have to Do? / Spinning Around – 8:22
7. Temple Prequel – 2:57
8. Confide in Me – 4:26 (Steve Anderson, Dave Seaman, Owain Barton)
9. Cowboy Style – 3:29 (Kylie Minogue, Steve Anderson, Dave Seaman)
10. Finer Feelings – 1:25 (Mike Stock, Pete Waterman)
11. Too Far – 4:33 (Kylie Minogue)
12. Red Blooded Woman / Where the Wild Roses Grow – 4:34
13. Slow – 4:39 (Kylie Minogue, Dan Carey, Emilíana Torrini)
14. Kids – 6:05 (Robbie Williams, Guy Chambers)

Disco 2
1. Rainbow Prequel – 1:10
2. Over the Rainbow – 2:43 (Harold Arlen, E.Y. Harburg)
3. Come into My World – 3:05 (Rob Davis, Cathy Dennis)
4. Chocolate – 2:45 (Karen Poole, Johnny Douglas)
5. I Believe in You – 3:28 (Kylie Minogue, Jake Shears, Babydaddy)
6. Dreams / When You Wish Upon a Star – 3:56
7. Burning Up / Vogue – 3:21
8. The Loco-Motion – 4:43 (Gerry Goffin, Carole King)
9. I Should Be So Lucky / The Only Way Is Up – 3:26
10. Hand on Your Heart – 4:19 (Mike Stock, Matt Aitken, Pete Waterman)
11. Space Prequel – 1:54
12. Can't Get You out of My Head – 3:55 (Cathy Dennis, Rob Davis)
13. Light Years / Turn It into Love – 8:13
14. Especially for You – 4:28 (Mike Stock, Matt Aitken, Pete Waterman)
15. Love at First Sight – 4:28 (Kylie Minogue, Richard Stannard, Julian Gallagher, Ash Howes, Martin Harrington)

## Classifiche
| Classifica (2007)      | Massima posizione |
| ---------------------- | ----------------- |
| Croazia Album Chart    | 6                 |
| Official Albums Chart  | 7                 |
| Australia Albums Chart | 28                |
| European Hot100 Albums | 31                |
| Polonia Albums Chart   | 37                |
| Svizzera Albums Chart  | 54                |
| Austria Albums Chart   | 55                |
| Germania Albums Chart  | 59                |
| Messico Albums Chart   | 77                |
| Belgio Albums Chart    | 92                |
| Francia Albums Chart   | 113               |

## Formazione
- Produttore esecutivo: Kylie Minogue and Terry Blamey
- Direttore creativo e designer: William Baker
- Musical Producer: Steve Anderson
- Production Manager: Kevin Hopgood
- Production Designer: Alan MacDonald
- Costumi: John Galliano, Karl Lagerfeld, Dolce & Gabbana, Addae Gaskin, Gareth Pugh e Matthew Williamson
- Gioielli: Bvlgari
- Scarpe: Manolo Blahnik e Dolce & Gabbana
- Copripapi: Stephen Jones
- Coreografi: Rafael Bonachela, Akram Khan e Michael Rooney
- Tour Manager: Sean Fitzpatrick
- Batteria: Andrew Small
- Tastiere: Steve Turner
- Basso: Chris Brown
- Chitarra: Mark Jaimes
- Coristi: Valerie Etienne, Hazel Fernandez e Janet Ramus
- Primo ballerino: Annoulka Yanminchev
- Ballerini: Jason Beitel, Marco Da Silva, Jamie Karitzis, Alan Lambie, Welly Locoh Donou, Claire Meehan, Jason Piper, Nikoletta Rafaelisova, Andile Sotiya, Nikki Trow e Rachel Yau
- Acrobata: Terry Kvasnik
- Coreografi: Rafael Bonachela, Akram Khan and Michael Rooney